# Luc Luycx

Von Luc Luycx gestaltete Vorderseite einer 2 Eurocent-Münze

Luc Luycx (* 11. April 1958 in Aalst) ist ein belgischer Designer von Münzen (Münzgestalter). Bekannt wurde er als Designer der europäisch einheitlichen Vorderseite der Euromünzen, die seine Initialen „LL“ tragen.
Nach einem Informatikstudium wurde er 1985 als Programmierer in der Münzstätte Brüssel eingestellt. Im Jahr 1991 übernahm er die Stelle des Münzdesigners. Er ist Urheber zahlreicher anderer Medaillenprojekte und Münzstückprojekte, darunter auch der Rückseite der Gedenkmünze zum fünfzigsten Jahrestag der Unterzeichnung der Römischen Verträge.

## Werke (Auswahl)
- sämtliche 2-Euro-Gedenkmünzen aus Belgien[4]
- belgische Kursmünzen seit 2014 (1- und 2-Euro-Stücke mit dem Porträt von König Philippe)[5]